# Wilhelmskriket
Wilhelmskriket (eng. Wilhelm scream) är en ljudeffekt som spelades in till filmen Trummor i fjärran från 1951, men som sedan har blivit en av de mest välkända och välanvända ljudeffekterna som återkommer i stora filmproduktioner. Tillsammans med en inspelning av en rödstjärtad vråk är denna effekt troligen en av de bäst kända ljudklichéerna.
Denna ljudeffekt användes under 1950- och 1960-talen, men dess stora genombrott kom tack vare Ben Burtt som arbetade med ljudet för Stjärnornas krig. Han hittade originalinspelningen på ett band märkt ”Man som blir uppäten av en alligator”. Han gav det namnet Wilhelm, efter en rollperson som skrek detta i filmen De röda bågskyttarna (1953).
Effektens användning i Stjärnornas krig var något av ett insider-skämt i filmindustrin, speciellt i studion Skywalker Sound. Studion fortsätter att klippa in denna ljudeffekt överallt där det är passande. Ljudeffekten är med i alla Stjärnornas krig-filmerna, och i Indiana Jones och de fördömdas tempel, kanske som ett skämt-i-skämtet, förekommer ljudet när en bifigur blir uppäten av en krokodil. Det skämtsamma sättet som Skywalker Sound använde effekten på fördes vidare och fler och fler filmer brukade använda Wilhelmskriket som en referens till Stjärnornas Krig-filmerna. Nuförtiden är effekten så välanvänd att den inte längre brukas ses som en referens till Stjärnornas Krig-filmerna. Istället brukar den användas som ett så kallat påskägg. 
Många anser att det var Sheb Wooley som var den röstskådespelare som skrek in Wilhelmskriket. Sheb förekommer bland eftertexterna till filmen Trummor i fjärran som ”Voice extra”.

## Filmer som använder Wilhelmskriket
Fram till 2005 hade ljudklippet använts i 114 Hollywood-filmer tillhörande olika genrer och fram till 2018 i cirka 350 filmer.

### Filmserier och uppföljare
- Stjärnornas krig,[4] Rymdimperiet slår tillbaka,[5] Jedins återkomst,[5] Star Wars: Episod I - Det mörka hotet,[5] Star Wars: Episod II - Klonerna anfaller,[5] Star Wars: Episod III - Mörkrets hämnd[5]
- Jakten på den försvunna skatten (1981),[6] Indiana Jones och de fördömdas tempel (1984),[7] Indiana Jones och det sista korståget (1989),[7] Indiana Jones och Kristalldödskallens rike (2008)[5]
- Star Trek: The Motion Picture, Star Trek: First Contact (1996)[6]
- Sagan om ringen - Härskarringen,[8] Sagan om de två tornen (film),[9] Sagan om konungens återkomst[5]
- Hobbit: En oväntad resa[10]
- Gremlins 2 - Det nya gänget[6]
- Die Hard[8]
- Dödligt vapen 4 (1998,[9] en av uppföljarna)

### 1950-talet
- Distant Drums (1951) Första gången ljudet används.[4]
- Charge at Feather River (1953) Ljudet yttras av karaktären Wilhelm, som gav effekten dess namn.[4]
- The Command (1954)[7] En indian skjuts
- Them! (1954)[7]
- A Star Is Born (1954)[7] Versionen med Judy Garland.
- In the Land of the Pharaohs (1955)[7] Ljudet kommer inifrån en krokodil som precis ätit en människa.
- The Sea Chase (1955)[7]
- Helen of Troy (1956)[7]

### 1960-talet
- Sergeant Rutledge (1960)[7]
- PT 109 (1963)
- Harper - En kille på hugget (1966)[7]
- The Green Berets (1968)[7]
- The Wild Bunch (1969)[6] En medlem av gänget skjuts i ansiktet i filmens början

### 1970-talet
- Chisum[11]
- Impasse
- The Scarlet Blade
- Hollywood Boulevard (1976)[7]
- James Bond: The Spy who loved me[11] (1977)

### 1980-talet
- The Big Brawl (1980)
- Swamp Thing (1982)[7]
- Poltergeist (1982)[7]
- Howard the Duck (1986)[7]
- Commando (1985)
- Det våras för rymden (1987)[9]
- Willow (1988)[7]
- Always (1989)[7]
- Three Fugitives (1989)[7]

### 1990-talet
- Legion of Iron
- Beauty and the Beast[6] (1991)
- Cabin Boy
- Mom and Dad Save the World (1992)[7]
- Batman – återkomsten[2] (1992)
- Aladdin[4] (1992)
- Reservoir Dogs[10] (1992)
- Matinee (1993)[7]
- Evening Class
- A Goofy Movie (1995)[7]
- Toy Story[4] (1995)
- Dante's Peak (1997)[7]
- Hercules (1997)[7]
- The Fifth Element (1997)[6]
- Titanic (1997)[11]
- Small Soldiers (1998)[7]
- Broken Arrow
- Jurassic Park

### 2000-talet
- Tretton dagar (2000)[7]
- The Kid (2000)[7]
- Just Visiting
- Tomcats (2001)[7]
- Osmosis Jones
- Apornas planet (2001)[6]
- The Majestic
- Wet Hot American Summer (2001)[7]
- Life or Something Like It (2002)[7]
- Spider-Man (2002)[6]
- The Salton Sea (2002)[6]
- Scorched (2003)[7]
- Confessions of a Dangerous Mind (2002)[6]
- Kill Bill (2003)[7]
- Under Toscanas sol (2003)[7]
- Peter Pan (2003)[7]
- Hellboy (2004)[7]
- Looney Tunes: Back In Action
- Team America: World Police
- Harold & Kumar Go To White Castle
- Pirates if the carribean: the curse of the black pearl (2003)[6]
- Taxi (2004)[7]
- Sin City (2005)[6]
- Madagaskar (2005)[7]
- Monster till svärmor (2005)[7]
- Family Guy
- Kingdom of Heaven (2005)[6]
- Storm[12]
- Fantastic Four
- Land of the Dead
- Anchorman
- Wallace & Gromit - varulvskaninens förbannelse
- Get Rich or Die Tryin'
- Troja[5]
- Æon Flux
- Drawn Together
- King Kong (2005)[5]
- She's the Man
- Thank you for smoking (2005)[6]
- The ring 2 (2005)[7]
- Sigillet (2006)
- Date movie[11] (2006)
- 16 blocks (2006)[6]
- Kung Fu Panda[3]
- Black Sheep
- The mist (2007)[6]
- Transformers (2007)[3]
- Monsters vs Aliens (2009)
- Inglourious Basterds (2009)[6]
- Avatar (2009)[6]

### 2010-talet
- The Spy Next Door (2010)
- Machete (2010)
- Captain America: The First Avenger (2011)[6]
- Hunger games (2012)[6]
- Django Unchained (2012)[6]
- Man of Steel (2013)[6]
- My Little Pony:[10] Equestria Girls (2013)
- 22 Jump Street (2014)
- Jarhead 2: Field of Fire (2014)
- Hundraåringen som klev ut genom fönstret och försvann (2013)
- Aloha (2015)[6]
- Ted 2 (2015)[6]
- Belägringen av Jadotville (2016)
- Hacksaw Ridge (2016)[6]
- Batman v Superman: Dawn of justice (2016)[6]